# Rosen Plewneliew
Rosen Asenow Plewneliew, bułg. Росен Асенов Плевнелиев (ur. 14 maja 1964 w Goce Dełczew) – bułgarski inżynier, przedsiębiorca i polityk, działacz partii GERB, minister rozwoju regionalnego i robót publicznych w rządzie Bojka Borisowa (2009–2011), od 22 stycznia 2012 do 22 stycznia 2017 prezydent Bułgarii.

## Życiorys
W 1982 ukończył szkołę średnią w Błagojewgradzie, następnie odbywał służbę wojskową. W 1989 został absolwentem informatyki na Uniwersytecie Technicznym w Sofii, po czym przez rok pracował jako asystent na tej uczelni w instytucie techniki mikroprocesorowej. Po upadku komunizmu w 1990 odszedł do biznesu. Założył prywatne przedsiębiorstwo później przekształcone w Linbyłgariję. W ciągu kolejnej dekady brało ono udział w budowie lub przebudowie m.in. hotelu Sheraton w Sofii oraz kompleksu Business Park Sofia, w którym Rosen Plewneliew pełnił funkcję głównego menedżera. Poprzez swoją firmę zarządzał również inwestycjami niemieckimi w Bułgarii. W 2007 został członkiem zarządu bułgarskiej konfederacji pracodawców i przemysłowców w Bułgarii.
W czerwcu 2009, na miesiąc przed wyborami parlamentarnymi, został przedstawiony jako członek zespołu ekonomicznego partii Obywatele na rzecz Europejskiego Rozwoju Bułgarii (GERB), która ostatecznie wybory te wygrała. W lipcu 2009 objął stanowisko ministra rozwoju regionalnego i robót publicznych w pierwszym gabinecie Bojka Borisowa. W okresie jego urzędowania doszło do długo odkładanych inwestycji drogowych, a Rosen Plewneliew stał się najbardziej popularnym ministrem w kraju.
4 września 2011 został przedstawiony jako kandydat GERB-u w wyborach prezydenckich. Premier Bojko Borisow podkreślał, że głównymi powodami, dla których to Rosen Plewneliew otrzymał poparcie partii, były jego fachowość i zdolność do budowy skutecznego zespołu, co miał udowodnić działając zarówno w sektorze prywatnym, jak również jako minister. Trzy dni później zrezygnował ze stanowiska w rządzie. Kandydatką na wiceprezydenta została minister sprawiedliwości Margarita Popowa. Głównymi konkurentami do urzędu prezydenta stali się były minister spraw zagranicznych Iwajło Kałfin (Bułgarska Partia Socjalistyczna) oraz była komisarz Unii Europejskiej Meglena Kunewa (niezależna). W pierwszej turze głosowania z 23 października 2011 Rosen Plewneliew zajął pierwsze miejsce, zdobywając 40,11% głosów poparcia. W drugiej turze głosowania z 30 października 2011 uzyskał 52,58% głosów, pokonując Iwajłę Kałfina. Urząd prezydenta objął 22 stycznia 2012.
W maju 2016 ogłosił, że nie będzie się ubiegał o reelekcję na drugą kadencję. Zakończył urzędowanie 22 stycznia 2017.

## Odznaczenia
- Order Orła Białego (Polska, 2014)[8]
- Order Podwójnego Białego Krzyża I klasy (Słowacja, 2015)[9]
- Wielki Łańcuch Orderu Krzyża Południa (Brazylia, 2016)[10]
- Wielki Order Króla Tomisława (Chorwacja, 2016)[11]
- Order za Wybitne Zasługi (Słowenia, 2016)[12]
- Order Księcia Jarosława Mądrego I klasy (Ukraina, 2016)[13]